# Rhododendron minyaense
Rhododendron minyaense är en ljungväxtart som beskrevs av Melva Noeline Philipson och W.R. Philipson. Rhododendron minyaense ingår i släktet rododendron, och familjen ljungväxter. Inga underarter finns listade i Catalogue of Life.